# Rochegude, Drôme
Rochegude là một xã thuộc tỉnh Drôme trong vùng Auvergne-Rhône-Alpes ở đông nam nước Pháp. Xã Rochegude, Drôme nằm ở khu vực có độ cao từ 83-284 mét trên mực nước biển.